# (34186) 2000 QT47
2000 QT47 (asteroide 34186) é um asteroide da cintura principal. Possui uma excentricidade de 0.12934000 e uma inclinação de 11.90487º.
Este asteroide foi descoberto no dia 24 de agosto de 2000 por LINEAR em Socorro.